# WASP-69 b
WASP-69 b — подтверждённая экзопланета, вращающаяся вокруг одиночной звезды WASP-69. Находится в 163 св. лет (50 парсек) от Солнечной системы в созвездии Водолея. Планета была открыта с помощью транзитного метода группой астрономов, работающих в рамках программы SuperWASP в 2011 году.
WASP-69 b относится к классу рыхлых планет. Планета вращается на расстоянии 0,04 а. е. от своей звёзды. Её орбитальный период составляет 3,8 дней, температура на её поверхности равна приблизительно 963 K (ок. 690 °C). Отношение массы и радиуса планеты к массе и радиусу Юпитера составляет 26 % и 105,7 % соответственно. В 2017 году в атмосфере планеты был найден натрий, в 2018 году был обнаружен гелий. С 2018 года существуют подвтерждения, что планета теряет атмосферу, из-за чего за ней образуется газовый хвост, по длине превосходящий радиус планеты по меньшей мере в 7 раз, в соответствии с измерениями, проведёнными в 2024 году.